# ایستگاه متروی آبرسان
ایستگاه متروی آبرسان یکی از ایستگاه‌های متروی تبریز است که در چهارراه آبرسان و در خیابان امام خمینی واقع شده‌است. این ایستگاه، ایستگاه شمارهٔ ۸ خط یک است که در ۲۸ بهمن ۱۳۹۵ به بهره‌برداری رسید.

## مشخصات
ایستگاه متروی آبرسان در چهارراه آبرسان و در خط ۱ متروی تبریز قرار گرفته و از نوع عمیق است. مساحت کل ایستگاه ۵۴۶۰ متر مربع و دارای ۳ طبقه و ۲ ورودی است.